# Garzanti
Garzanti este o editură italiană, care face parte din grupul Mauri Spagnol.

## Istoric
Originea acestui edituri coboară în anul 1879, când a fost fondată editura Fratelli Treves de către doi frați milanezi, Emilio și Giuseppe Treves, ai căror moștenitori au vândut-o în 1936 lui Aldo Garzanti (1883-1961), un profesor și cercetător chimist dornic de a intra în afacerile editoriale, la sfatul prietenului său, doctorul Aldo Spallicci (1886-1973). Garzanti Editore S. p.A a supraviețuit celui de-al Doilea Război Mondial, în care toate arhivele sale au fost distruse în timpul bombardamentelor. Ea s-a dezvoltat prin publicarea unor autori precum Curzio Malaparte, Riccardo Bacchelli sau Elsa Morante.
În 1952, Aldo a cedat conducerea editurii către fiul său, Livio Garzanti (1921-2015), care a reușit să încheie contracte cu poeți și romancieri, cum ar fi Carlo Emilio Gadda, Goffredo Parise, Paolo Volponi, Mario Soldati sau Pier Paolo Pasolini, dar și cu filosofi ca Ludovico Geymonat.
În timpul anilor 1960 și 1970, Garzanti a publică mai multe dicționare italiano-engleze, italiano-franceze, italiano-germane, italiano-spaniole etc. și lucrări de referință, inclusiv o colecție de cărți de uz enciclopedic începând din 1962, numită La Garzantine. Din 1972 până în 1985, Teresa Cremisi a lucrat la această editură, fiind director executiv înainte de a se alătura editurii Gallimard.
Antonio Vallardi Editore, o editură veche ce data din secolul al XVIII-lea, a fost achiziționată de Garzanti în anul 1970.
Între 1976 și 1984, Livio Garzanti a tipărit prima enciclopedie europeană intitulată Enciclopedia europea Garzanti, alcătuită din douăsprezece volume, o lucrare salutată de criticii internaționali ca fiind „rezultatul unui efort științific și economic enorm”.
În 1995, Unione tipografico-editrice torinese (UTET) a achiziționat 51% din capitalul social al editurii Garzanti, restul revenind la Messaggerie Italiane. În 1998, lovită de o profundă criză structurală, Garzanti a renunțat la catalogul său enciclopedic și de dicționare pe care l-a cedat grupului De Agostini, unde acesta există sub numele de Garzanti Linguistica.
Între 2000 și 2003 editura Garzanti a fost reorganizată și, după o lichidare, a renăscut ca un brand de sine stătător, dar în cadrul grupului editorial Messaggerie Italiane. În 2005, acesta a fost integrat în grupul editorial Mauri Spagnol.

## Legături externe
- Site-ul oficial al editurii Garzanti Arhivat în 1 martie 2010, la Wayback Machine.